# Salvatore Ranghino
Salvatore Ranghino (fl. XX secolo) è stato un calciatore italiano, di ruolo centrocampista.

## Biografia
Giocò con il Savoia di Torre Annunziata nel campionato di Prima Divisione 1922-1923, collezionando 14 presenze in massima serie e 4 gol, messi a segno contro la Bagnolese, lo Stabia ed una doppietta all'Anconitana.  Con gli oplontini conquistò il titolo di campione campano e perse la finale di Lega Sud contro la Lazio.